# Championnats d'Europe de patinage artistique 1948
Navigation
Édition précédente Édition suivante
Les championnats d'Europe de patinage artistique 1948 ont lieu du 13 au 15 janvier 1948 à Prague en Tchécoslovaquie.
À la suite de la Seconde Guerre mondiale, les participations des athlètes d'Allemagne sont interdites à toutes les compétitions sportives internationales. Les athlètes d'Autriche sont autorisés à y participer de nouveau, après leur interdiction l'année précédente.
Pour la seconde et dernière année, les athlètes des États-Unis et du Canada sont autorisés exceptionnellement à participer aux championnats européens. Dick Button et Barbara Ann Scott sont les seuls champions d'Europe non européens. 

## Qualifications
Les patineurs sont éligibles à l'épreuve s'ils représentent une nation européenne membre de l'Union internationale de patinage (International Skating Union en anglais). Les fédérations nationales sélectionnent leurs patineurs en fonction de leurs propres critères.

## Podiums
| Épreuves                      | Or                          | Argent                            | Bronze                               |
| ----------------------------- | --------------------------- | --------------------------------- | ------------------------------------ |
| Messieurs résultats détaillés | Dick Button                 | Hans Gerschwiler                  | Edi Rada                             |
| Dames résultats détaillés     | Barbara Ann Scott           | Eva Pawlik                        | Alena Vrzáňová                       |
| Couples résultats détaillés   | Andrea Kékessy / Ede Király | Blažena Knittlová / Karel Vosátka | Herta Ratzenhofer / Emil Ratzenhofer |

## Tableau des médailles
| Rang  | Nation          | Or | Argent | Bronze | Total |
| ----- | --------------- | -- | ------ | ------ | ----- |
| 1     | Canada          | 1  | 0      | 0      | 1     |
| 1     | États-Unis      | 1  | 0      | 0      | 1     |
| 1     | Hongrie         | 1  | 0      | 0      | 1     |
| 4     | Autriche        | 0  | 1      | 2      | 3     |
| 5     | Tchécoslovaquie | 0  | 1      | 1      | 2     |
| 6     | Suisse          | 0  | 1      | 0      | 1     |
| Total | Total           | 3  | 3      | 3      | 9     |

## Détails des compétitions

### Messieurs
| Rang | Nom               | Nation          | Places | Points | Fig. impo. | Prog. libre |
| ---- | ----------------- | --------------- | ------ | ------ | ---------- | ----------- |
| 1    | Dick Button       | États-Unis      |        |        |            |             |
| 2    | Hans Gerschwiler  | Suisse          |        |        |            |             |
| 3    | Edi Rada          | Autriche        |        |        |            |             |
| 4    | Ede Király        | Hongrie         |        |        |            |             |
| 5    | John Lettengarver | États-Unis      |        |        |            |             |
| 6    | Zdeněk Fikar      | Tchécoslovaquie |        |        |            |             |
| 7    | Helmut Seibt      | Autriche        |        |        |            |             |
| 8    | Ladislav Čáp      | Tchécoslovaquie |        |        |            |             |
| 9    | Josef Dědič       | Tchécoslovaquie |        |        |            |             |

### Dames
| Rang | Nom                   | Nation          | Places | Points | Fig. impo. | Prog. libre |
| ---- | --------------------- | --------------- | ------ | ------ | ---------- | ----------- |
| 1    | Barbara Ann Scott     | Canada          |        |        |            |             |
| 2    | Eva Pawlik            | Autriche        |        |        |            |             |
| 3    | Alena Vrzáňová        | Tchécoslovaquie |        |        |            |             |
| 4    | Jiřína Nekolová       | Tchécoslovaquie |        |        |            |             |
| 5    | Jeannette Altwegg     | Royaume-Uni     |        |        |            |             |
| 6    | Dagmar Lerchová       | Tchécoslovaquie |        |        |            |             |
| 7    | Andrea Kékessy        | Hongrie         |        |        |            |             |
| 8    | Bridget Shirley Adams | Royaume-Uni     |        |        |            |             |
| 9    | Marion Davies         | Royaume-Uni     |        |        |            |             |
| 10   | Barbara Wyatt         | Royaume-Uni     |        |        |            |             |
| 11   | Marta Musilek         | Autriche        |        |        |            |             |
| 12   | Miloslava Tumová      | Tchécoslovaquie |        |        |            |             |
| 13   | Ingeborg Solar        | Autriche        |        |        |            |             |
| 14   | Eva Lindner           | Hongrie         |        |        |            |             |
| 15   | Hildegarde Appeltauer | Autriche        |        |        |            |             |
| 16   | Marika Saary          | Hongrie         |        |        |            |             |
| 17   | Beryl Bailey          | Royaume-Uni     |        |        |            |             |
| 18   | Roberta Scholdan      | États-Unis      |        |        |            |             |
| 19   | Vera Masakova         | Tchécoslovaquie |        |        |            |             |

### Couples
| Rang | Nom                                  | Nation          | Places | Points |
| ---- | ------------------------------------ | --------------- | ------ | ------ |
| 1    | Andrea Kékessy / Ede Király          | Hongrie         |        |        |
| 2    | Blažena Knittlová / Karel Vosátka    | Tchécoslovaquie |        |        |
| 3    | Herta Ratzenhofer / Emil Ratzenhofer | Autriche        |        |        |
| 4    | Joan Thompson / Robert Ogilvie       | Royaume-Uni     |        |        |
| 5    | Jennifer Nicks / John Nicks          | Royaume-Uni     |        |        |
| 6    | Marianna Nagy / László Nagy          | Hongrie         |        |        |
| 7    | Györgyi von Botond / Ferenc Kertész  | Hongrie         |        |        |
| 8    | Susi Giebisch / Helmut Seibt         | Autriche        |        |        |
| 9    | Dagmar Hruba / Jiří Ocenasek         | Tchécoslovaquie |        |        |
| 10   | Elly Stärck / Harry Gareis           | Autriche        |        |        |
| 11   | P. Prenosilova / Frontisek Landi     | Tchécoslovaquie |        |        |